# Dolores Romano
Dolores Romano (Alamillo, 1965) es una ingeniera agrónoma española y técnica en prevención de riesgos laborales. Su labor en el ámbito medioambiental le ha valido el reconocimiento como una de las ocho mujeres más influyentes en la protección del medio ambiente.

## Trayectoria
Romano es una ingeniera agrónoma que ha complementado su formación con estudios en gestión ambiental, cooperativismo y cooperación internacional. También cuenta con capacitación pedagógica y en prevención de riesgos laborales. A lo largo de su carrera, ha trabajado como docente en educación secundaria en diversas instituciones públicas en Aragón.
Desde los años 90, Romano ha trabajado en campañas contra la contaminación y el riesgo químico en diversas organizaciones. Fue presidenta de Greenpeace España y ha realizado contribuciones significativas en la Fundación Ecología y Desarrollo (ECODES), el Instituto Sindical de Trabajo, Ambiente y Salud (ISTAS) y Ecologistas en Acción. A través de su labor en estas entidades, ha participado en múltiples iniciativas centradas en la protección del medio ambiente y la sostenibilidad. Su experiencia combina la educación y el activismo ambiental, reflejando un firme compromiso con la concienciación y la promoción de un entorno más saludable.
Romano es responsable de políticas de sustancias químicas en la Oficina Europea de Medio Ambiente (EEB), la mayor red de organizaciones ecologistas de Europa. En su labor actual, también actúa como observadora del EEB en el Comité de Evaluación de Riesgos y en el Comité de Análisis Socioeconómico de la Agencia Europea de Sustancias Químicas (ECHA). Romano se centra en sensibilizar a la población sobre los riesgos asociados a la exposición a sustancias tóxicas, especialmente aquellas que pueden encontrarse en alimentos y productos de consumo cotidiano.

## Reconocimientos
En 2016, fue reconocida como una de las ocho mujeres más influyentes en la protección del medio ambiente, destacando su labor a la hora de crear conciencia sobre los riesgos asociados a la exposición a sustancias tóxicas, que pueden provenir de alimentos, productos de consumo y del medio ambiente.

## Obra
- 2012 – Disruptores endocrinos | Nuevas respuestas para nuevos retos | Salud sin Daño (América Latina).[7]
- 2013 – Prevención de la exposición a alteradores endocrinos en España. Parálisis por análisis ¿Hasta cuándo?[8]
- 2014 – Sustancias que alteran el sistema hormonal. ISBN 978-84-940652-8-6.[9]
- 2015 – Parón legislativo en alteradores hormonales: la Comisión Europea bloquea las actuaciones y normativa sobre estas sustancias.[10]